# Ферро Карріль Оесте

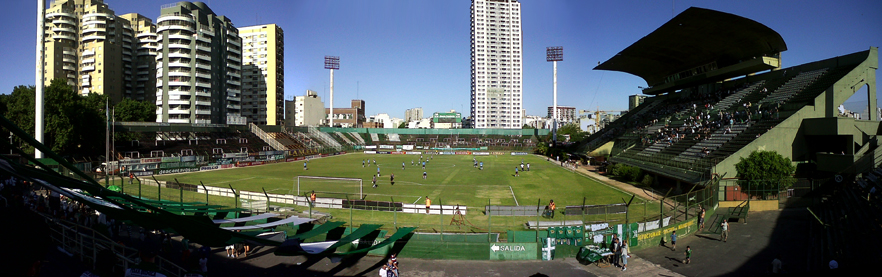
«Архітектор Рікардо Етчеверрі» (2010)

«Фе́рро Каррі́ль Ое́сте» (ісп. Club Ferro Carril Oeste) — аргентинський спортивний клуб. Заснований 28 липня 1904 року у передмісті Буенос-Айреса працівниками англійської компанії «Західна залізниця Буенос-Айреса» (англ. «Buenos Aires Western Railway Co. Ltd.»).

## Історія

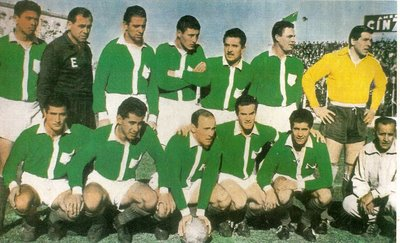
«Ферро Каріль Оесте» — чемпіон другого дивізіону 1958 року

Перша назва команди «Атлетичний клуб Західної залізниці Буенос-Айреса» (ісп. Club Atlético del Ferrocarril Oeste de Buenos Aires). В 1912 році «Ферро Карріль Оесте» виграє чемпіонат другого дивізіону і наступного року з 12-го місця дебютує в чемпіонаті Асоціації аргентинського футболу. Найкраще досягнення в епоху аматорського футболу — 4-е місце у чемпіонаті 1927 року. Бере участь у першому чемпіонаті Аргентини серед професіоналів — 10-е місце. В 30-х роках за клуб виступав один з найкращих бомбардирів аргентинського футболу Хайме Сарланга. У 1938 році клуб вийшов зі складу залізничної компанії і змінив назву на сучасну. Здебільшого команда посідала місця у нижній частині турнірної таблиці, а також декілька разів вибувала до нижчого дивізіону, але через два-три роки знову повертається до еліти. Так продовжується до кінця 70-х років.
Наступні десять років — найкращі в історії клуба. Тренеру Карлосу Тімотео Грігуолю вдалося з маловідомих гравців скласти потужну команду, яка боролася на рівних з грандами аргентинського футболу та брала участь в латиноамериканських кубках. Найкращими футболістами того складу були воротар Карлос Барісіо, захисники Оскар Гарре і Ектор Купер, півзахисник Джеронімо Саккарді та нападник Альберто Марсіко. Перший успіх прийшов в 1981 році, «Ферро Карріль Оесте» займає другі місця в обох чемпіонатах Аргентини. У Метрополітано на одне очко більше набрала «Бока Хуніорс», на чолі з легендарним Дієго Марадоною. У цьому турнірі Карлос Барісіо встановив рекорд Аргентини для голкіперів («суха серія»), протягом 1075 хвилин він не пропустив жодного гола у власні ворота. На першому етапі Насьоналя-81 двічі перемагає «Рівер Плейт» і займає перше місце в групі. Потім проходить «Хімнасію» (Ла-Плата) та свого принципового суперника «Велес Сарсфілд». У фіналі знову зустрічається з «Рівер Плейтом», але у вирішальних матчах сильнішим виявився суперник. В 16-ти матчах групового етапу національного чемпіонату 1982 року команда здобуває 13 перемог і на шість очок випереджає «Уніон» (Санта-Фе) та «Індепендьєнте». В 1/4 та в півфіналі «Ферро» отримує перемоги над «Індепендьєнте Рівадавія» та «Тальєрес» (Кордова). Перший фінальний матч на полі «Кільмеса» закінчився нульовою нічиєю. Вдома, в присутності 21000 глядачів, «Ферро Карріль Оесте» перемагає 2:0, здобуває чемпіонський титул та путівку до Кубка Лібертадорес. Форвард клубу Мігель Хуарес з 22 забитими м'ячами стає найрезультативнішим гравцем чемпіонату. Наступного року посідає третє місце в чемпіонаті метрополії. До останнього матчу групового етапу Кубка Лібертадорес-1983 мала вагомі шанси на перемогу в групі. Але прикра домашня поразка від «Естудіантеса» залишила команду за бортом турніру. В фіналі Насьоналя-84 дві перемоги над «Рівер Плейтом» 3:0 та 1:0. В Метрополітано-84 «Ферро» лише на одне очко поступається «Аргентинос Хуніорс» і займає друге місце. В цьому році Альберто Марсіко визнається найкращим футболістом Аргентини. В Кубку Лібертадорес-1985 команда набирає однакову кількість очок з «Аргентинос Хуніорс» і за існуючим регламентом призначається додатковий матч, в якому «Ферро Карріль Оесте» зазнає поразки.
В 1986 році захисник команди Оскар Гарре у складі збірної Аргентини стає чемпіоном світу. Найкраще досягнення клубу у 90-х роках — 4-е місце в 1992А. В сезоні 1999/00 «Ферро Карріль Оесте» посідає останнє місце і вибуває до другого дивізіону, де грає і зараз.

## Досягнення
- Чемпіон Аргентини (2): 1982(Н), 1984(Н)
- Віце-чемпіон Аргентини (3): 1981(М), 1981(Н), 1984(М)
- Третій призер (1): 1983(М)
- Чемпіон другого дивізіону (6): 1912(ААФ), 1958, 1963, 1969, 1970, 1978

## Найвідоміші гравці
- Бенітес Касерес
- Хайме Сарланга
- Антоніо Рома
- Джеронімо Саккарді
- Хуан Рокк'я
- Оскар Гарре
- Ектор Купер
- Карлос Барісіо
- Альберто Марсіко
- Серхіо Васкес
- Херман Бургос
- Роберто Аяла

## Статистика
Кубок Лібертадорес (1983, 1985)
| Матчі | Перемоги | Нічиї | Поразки | Різниця м'ячів | Очки |
| ----- | -------- | ----- | ------- | -------------- | ---- |
| 13    | 6        | 2     | 5       | 14 — 13        | 14   |

Аматорський чемпіонат Аргентини (1913—1918, 1920—1930)
| Матчі | Перемоги | Нічиї | Поразки | Різниця м'ячів | Очки |
| ----- | -------- | ----- | ------- | -------------- | ---- |
| 440   | 133      | 98    | 209     | 521 — 701      | 364  |

Чемпіонат Аргентини (1931—1946, 1949—1957, 1959—1962, 1964—1968, 1971—1977М, 1978Н-2000)
| Матчі | Перемоги | Нічиї | Поразки | Різниця м'ячів | Очки |
| ----- | -------- | ----- | ------- | -------------- | ---- |
| 2308  | 708      | 727   | 873     | 2996 — 3509    | 2199 |